# لی جیسون
لی جیسون (انگلیسی: Leigh Jason؛ ‏ ۲۶ ژوئیهٔ ۱۹۰۴ – ۱۹ فوریهٔ ۱۹۷۹) کارگردان فیلم و فیلم‌نامه‌نویس اهل ایالات متحده آمریکا بود.
از فیلم‌هایی که وی در آن‌ها نقش داشته‌است، می‌توان به دختر دانا اشاره نمود.